# 20607 Vernazza
20607 Vernazza este un asteroid din centura principală de asteroizi.

## Descriere
20607 Vernazza este un asteroid din centura principală de asteroizi. A fost descoperit pe 4 septembrie 1999 la Stația Anderson Mesa în cadrul programului LONEOS. Asteroidul prezintă o orbită caracterizată de o semiaxă mare de 2,86 ua, o excentricitate de 0,23 și o înclinație de 9,2° în raport cu ecliptica.